# Dogū

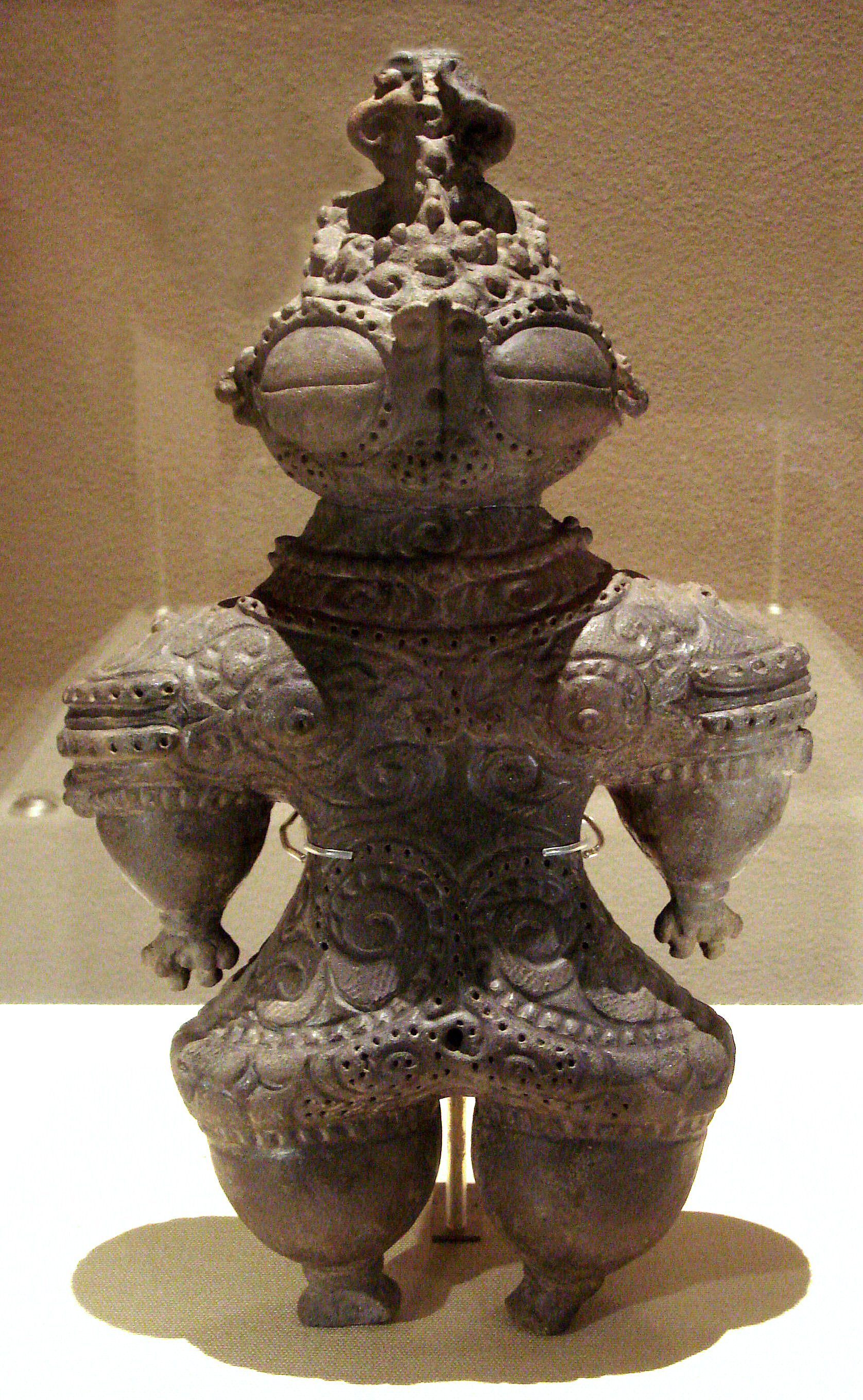
Dogū proveniente dalla prefettura di Miyagi, 1000-400 A.C.

I dogū (土偶? どぐう) erano figurine fittili, dell'era giapponese Jōmon. Rappresentano umani o animali, e sono generalmente alte intorno ai 25 cm; raramente sono fatte per stare in piedi, e la maggior parte erano apparentemente legate a una corda o portate vicine al corpo. Alcuni dogū hanno caratteristiche femminili molto evidenziate, e sono state associate a rituali per fertilità e parto; altri sono privi di parti del corpo, e sono stati associati a rituali per la guarigione, o per maledizioni. In un caso il dogū aveva ai piedi una base ed è stato ritrovato circondato da muri, suggerendo l'utilizzo in rituali religiosi.

## Origini
Giappone, Periodo Jōmon; il primo periodo identificabile della storia giapponese. Esso si può suddividere in cinque fasi: Jōmon Incipiente, Jōmon iniziale, Jōmon Medio, Jōmon Tardo e Jōmon Finale. La popolazione Jōmon, il cui nome viene dal periodo stesso, è l’artefice delle prime produzioni di argilla al mondo (il suo nome infatti si riferisce ai motivi estetici con cui si decorava una parte di questi vasi in quel determinato periodo); tale tecnica era costituita da cordami vari avvolti attorno a bastoni ed il vasellame prodotto viene detto Jōmon doki o vasellame Jōmon e di queste statuette, probabilmente di uso rituale chiamate dogū. Letteralmente 土偶 (dogū) significa “statuette di terra cotta”; infatti 土 (do) sta per “terra”, 偶 (gū) di “figura” o “statua”.
I dogū, visti come antichi manufatti in terra cotta, sono datati tra il 4000-1400 a.C., in un’epoca che può essere identificata come in una fase centrale del Periodo Jomon, e più volte trovati in siti costituiti da cerchi di pietra. Questi ultimi erano di uso molto probabilmente rituale ed erano situati sempre vicino, ma separatamente, ai quartieri abitativi dei villaggi. Si presentano di solito come un cerchio di pietra a grande scala (anche 42 m di diametro) con una singola pietra verticale al suo interno in posizione centrale, circondata appunto da una lunga fila di pietre poggiate a terra che irradiano dal punto centrale in due cerchi concentrici.
Queste statuine dogū subirono diverse forme di trasformazione nel corso del periodo Jōmon, e in particolar modo nella raffinatezza tecnica dovuta ad influenze culturali esterne ed elevato livello di spiritualità. 

## Caratteristiche
Alcuni dogū sono stati rinvenuti nei mucchi di conchiglie dove si ammassavano i resti di cibo usato dalle popolazioni . Si pensa generalmente che rappresentino funzioni diverse a seconda di dove sono state rinvenute ( ed è curioso sapere che sono più presenti nella parte orientale del Giappone) e la maggior parte sono state ritrovate danneggiate e senza arti o addirittura senza intere parti del corpo. Sono state inoltre scoperte rappresentazioni di dogū composte da due esseri umani insieme indicando un gesto o un’azione in corso, ma queste sono molto rare.
Le prime statuette dogū si presentavano naturalmente tozze e spesso prive di arti superiori, ma nel Jōmon medio l’aspetto cambiò e comparve la particolare forma della “testa a cuore”, sopra ad un corpo cruciforme con incisioni di decorazioni semplici, che evidenziano la parte del ventre. Tuttavia, logicamente, vi erano diverse varianti a seconda del luogo del loro ritrovamento. Ovunque, invece, nell’ultima fase del periodo Jōmon, furono rinvenute quelle che per la loro particolarità sono più interessanti: le “Shakōki dogū” o dogū con occhiali da neve, data dalla forma particolare, se non alquanto strana, degli occhi che sembrano coperti da protezioni solari.
Esistono infatti alcune teorie in merito a queste statuette. Si pensa che fossero talismani, che potessero essere feticci o bambole mediche, o che avessero avuto una funzione di divinità protettrici collegate alla fertilità della terra, o addirittura che siano collegate ai riti funerari e giocattoli per bambini. Ma c’è anche chi ipotizza ufologicamente parlando, che queste statuette dogū siano in qualche modo collegate ad un mondo e universo diverso da quello umano, mistiche, antiche ma allo stesso tempo “aliene” al tempo a cui appartengono.

## Tipologie di dogū
Generalmente si riconoscono quattro tipologie di dogū:
1. statuette con la testa "a cuore" o con sopraccigli a forma di "mezza luna";
2. statuette con la testa da "gufo";
3. statuette "con gli occhiali" (Shakōki-dogū);
4. statuette "Venere" o "donna incinta".

In particolare le figure femminili della fine del Periodo Jōmon (1500-1000 a.C.), che erano diventate molto frequenti, si suppone avessero fini rituali e presentano vari ed interessanti dettagli, come riccioli, vita marcata, capezzoli piccoli ma prominenti, fianchi larghi. Queste figure, note anche come "veneri nipponiche" presentano seni e addomi sporgenti (donne probabilmente incinte e che dunque sembra rappresentino un mezzo di invocazione alla fertilità e all'abbondanza) e alcune di loro hanno forme tra mondo umano e animale. 

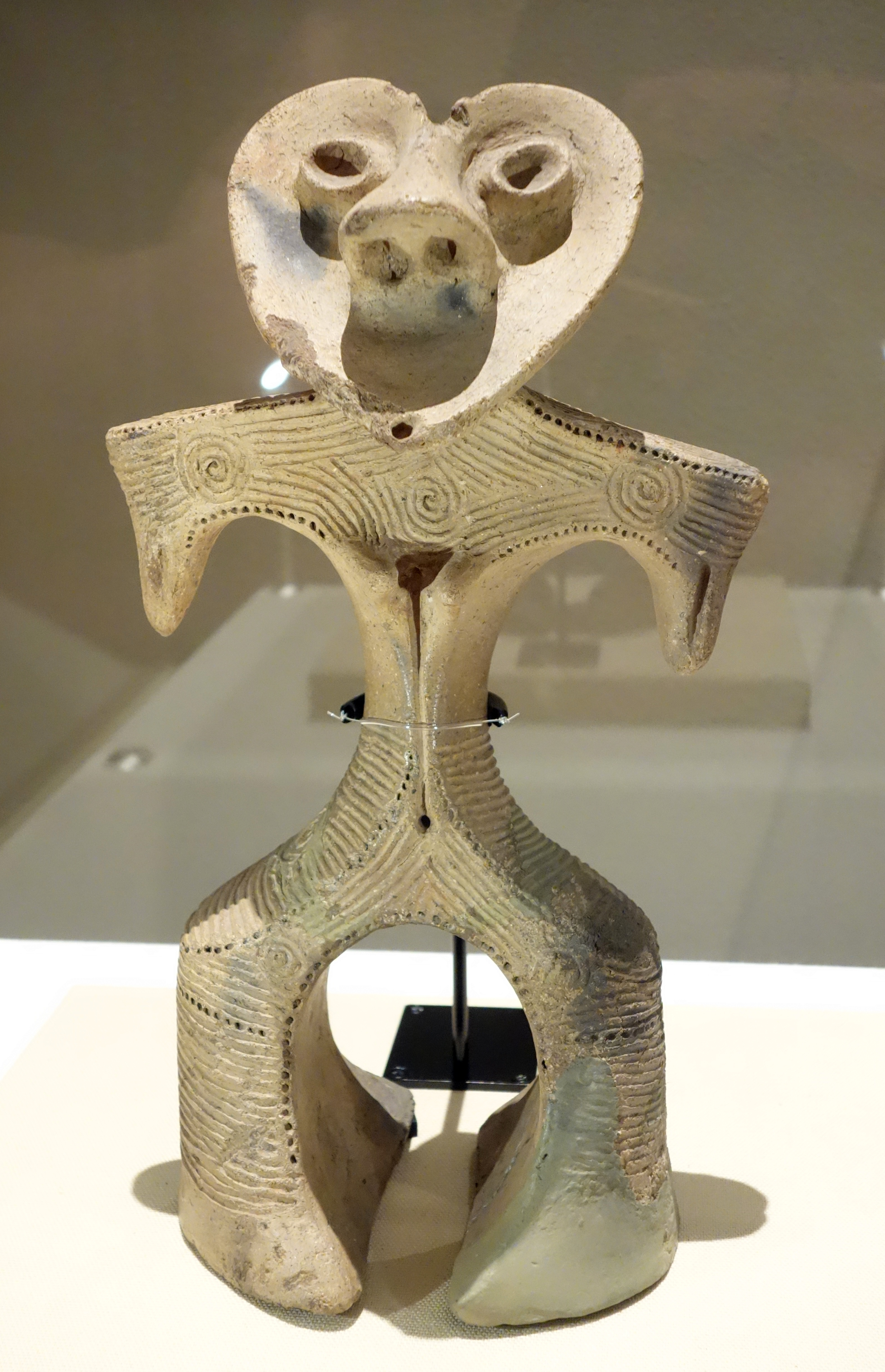
Dogu con testa a cuore, 2000-1000 A.C.
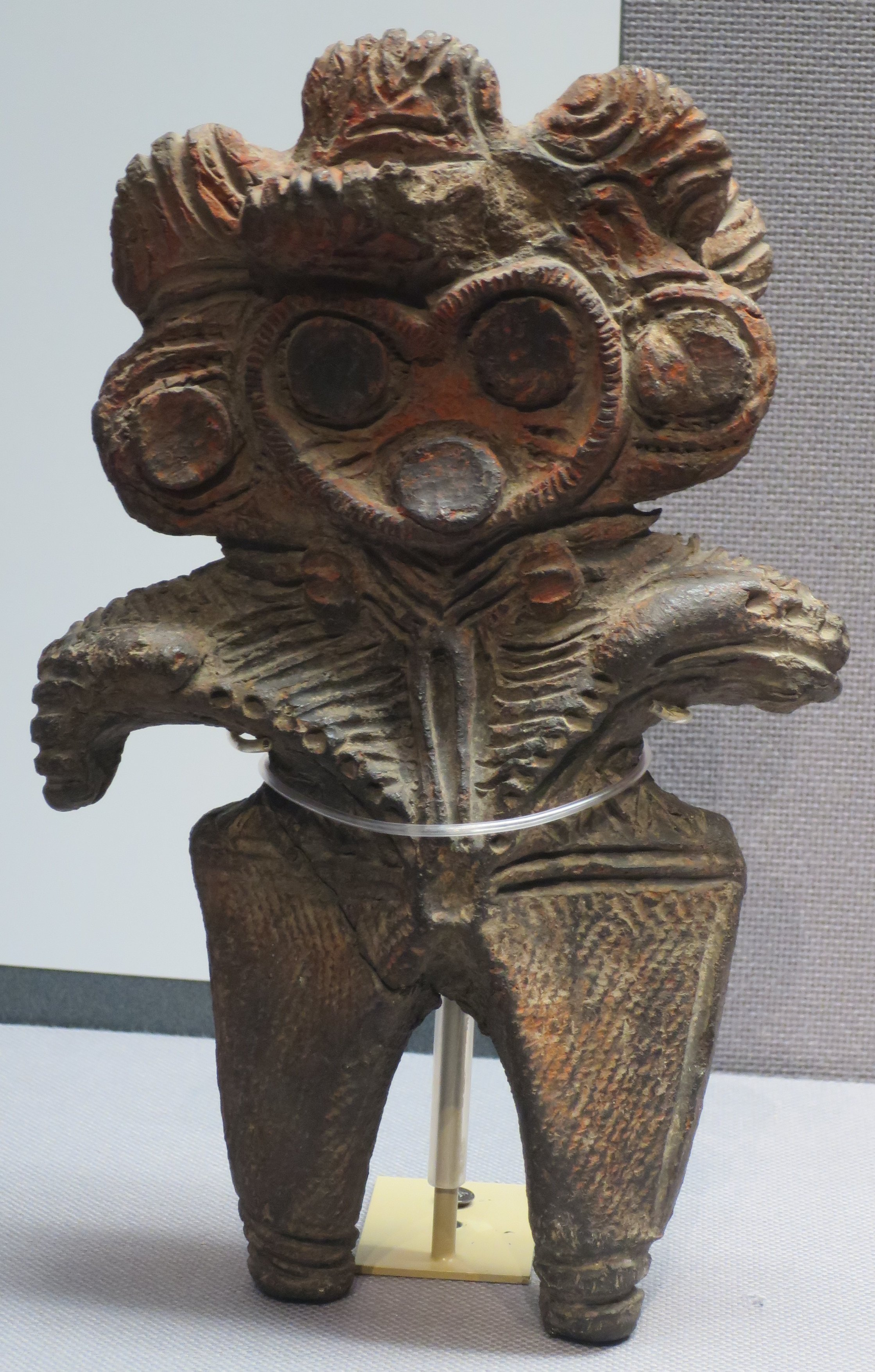
Dogu gufo, 2000-1000 A.C.
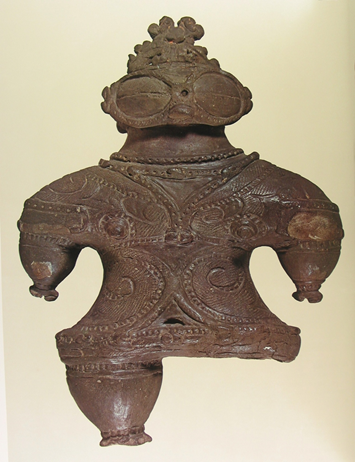
Dogu dagli occhiali, 2000-1000 A.C.
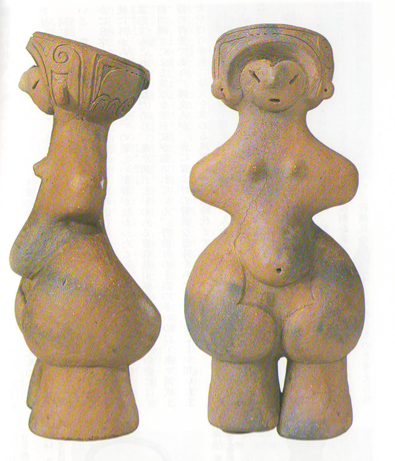
"Venere" di Tanabatake, 2500-1500 A.C.

### Shakōki dogū
Lo Shakōki dogū 遮光器土偶 (o "dogū con occhiali di neve"), porta il suo nome proprio per la presenza di enormi occhialoni tondi che ricordano quelli di protezione dal sole nella neve. Si presentano come una figura pesante ma allo stesso tempo snella e umanoide anche se riporta strani motivi e disegno lungo il corpo. Quelle che possiamo considerare mani e piedi non sono definite e anzi spesso sono prive di una o entrambe di esse. Per i sostenitori della Teoria degli Antichi Astronauti quei particolari segni o elementi che si rilevano lungo l'intero corpo della figura rappresenterebbero: un casco a visiera sagomata per schermare il passaggio della luce solare, un filtro per la respirazione all’altezza della bocca, un collare di collegamento tra il casco e la tuta, piccole tenaglie manipolatrici montate su teste snodate (al posto delle mani) e valvole di raccordo per tubi situate sul petto della tuta spaziale.

### Yamagata dogū
Questo dogū, detto anche "dogū della montagna" (山形土偶?) dato proprio dalla sua forma a "cima di montagna", ha lasciato subito perplessi alla prima vista di alcuni archeologi e studiosi. Dalla sua forma indubbiamente umanoide presenta un particolare a dir poco curioso e particolare: sembra proprio che abbia una tuta da astronauta. La sua posa pesante e rigida, presenta una forma a punta sottolineata dal casco che porta. Non solo il casco rimanda a pensare ad un astronauta, ma anche il resto del corpo stesso, che sembra indossi una tuta munita di cerniera, guanti e stivali.  Questi elementi sembrano essere abbastanza schiaccianti per i sostenitori della Teoria del Paleo contatto, che infatti insistono sull’evidenza di questa riproduzione circa fedele da parte di una popolazione primitiva che in questo caso si tratta di quella Jōmon.